# Rejon starooskolski
Rejon starooskolski (ros. Старооскольский район) – jednostka administracyjna wchodząca w skład obwodu biełgorodzkiego w Rosji. Administracyjnie rejon jest zespolony ze starooskolskim okręgiem miejskim. Centrum administracyjnym obu jednostek jest miasto Stary Oskoł.

## Geografia
Powierzchnia rejonu wynosi 1693,5 km².
Graniczy z rejonami: gubkińskim, czerniańskim (obwód biełgorodzki), gorszeczeńskim (obwód kurski) oraz z obwodem woroneskim.
Główną rzeką jest Oskoł i jego dopływy Ubla, Oskoliec, Kotioł.

## Historia
Rejon powstał w roku 1928 z części starooskolskiego ujezdu. W 1934 stał się częścią nowo powstałego obwodu kurskiego, a w 1954 – biełgorodzkiego. W latach 90. XX wieku na terytorium rejonu powstała jednostka o nazwie miasto Stary Oskoł i rejon starooskolski. W 2007 wszystkie jednostki w granicach rejonu starooskolskiego weszły w skład starooskolskiego okręgu miejskiego. Zamiast osiedli miejskich i wiejskich powstały terytoria.

## Demografia
W 2020 rejon zamieszkiwało 259 627 mieszkańców.

## Miejscowości
W skład rejonu, prócz miasta Stary Oskoł, wchodzi 19 wiejskich terytoriów.